# Piazzale Roma
La Piazzale Roma és el principal nus de carreteres per arribar al centre històric de la ciutat de Venècia des del continent, inaugurat el 25 d'abril de 1933 com a encreuament del nou Ponte Littorio, ara Ponte della Libertà.
Dominant la plaça hi ha un imponent garatge d'estil racionalista, que fins a la dècada del 1950 va ser l'aparcament cobert més gran d'Europa; els jardins de Papadopoli es troben a prop de la plaça.

## Història

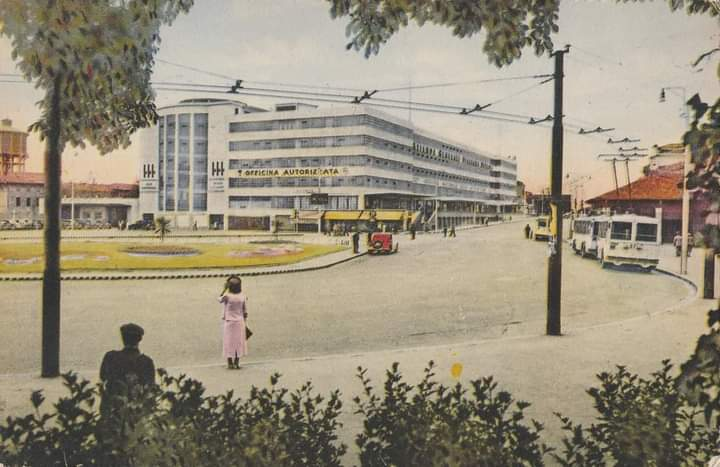
Piazzale Roma el 1936

La importància del lloc ja es va comprendre durant l'època feixista, tant que es van fer molts projectes de remodelació per a la porta d'entrada de cotxes de Venècia, que mai es van completar.
En canvi, l'obra va rebre una forta oposició de Pompeo Gherardo Molmenti, que, com a senador, es va oposar a la construcció del Ponte Littorio i la Piazzale Roma, motiu pel qual es va planejar enderrocar jardins i edificis, inclòs el Purgo, un edifici bizantí situat a la zona de construcció.

## El nom
L'alcalde Massimo Cacciari, proposant a finals d'agost de 2008 el nom de "Ponte della Costituzione " per al nou pont dissenyat per l'arquitecte Santiago Calatrava, també va proposar canviar el nom de Piazzale Roma en honor de l'antifeixista i proeuropeu Silvio Trentin, tot assenyalant però les dificultats derivades del canvi d'un nom profundament arrelat i conegut.
Anteriorment, l'alcalde havia proposat a l'ajuntament el nom de "ponte de la Zirada" atès que el pont es troba al revolt inicial del Gran Canal, abans anomenat zirada en llengua veneciana (a poca distància hi ha de fet l' església de Sant'Andrea della Zirada, ara completament incorporada a la terminal de cotxes). La proposta segueix la voluntat de l'administració municipal dels anys trenta d'anomenar el campo que hi ha davant de l' estació de ferrocarril de Santa Lucia "campo de la Zirada", però durant el període feixista es va preferir donar-li un nom, precisament "piazzale Roma ", que recordava la centralitat del poder.

## Transport
La terminal de Piazzale Roma és el punt d'intercanvi clau entre el transport públic per carretera (autobusos, tramvies, autocars turístics i taxis) i el transport de la llacuna (vaporetti i llanxes a motor ), que transporta residents i turistes. També disposa de grans aparcaments de pagament per a aquells que aparquen i tenen la intenció de quedar-se a la ciutat.
En el passat, Piazzale Roma era la terminal de la xarxa de troleibusos de Venècia Mestre.
Des del 2008, la connexió directa per a vianants entre Piazzale Roma i la propera estació de Santa Lucia s'ha assegurat a través del pont de la Costituzione sobre el Gran Canal.

### Línies d'autobús
La plaça és la terminal de múltiples línies urbanes i extraurbanes d'ACTV. Altres línies d'altres companyies també paren a la plaça, com ara la Busitalia-Sita Nord.

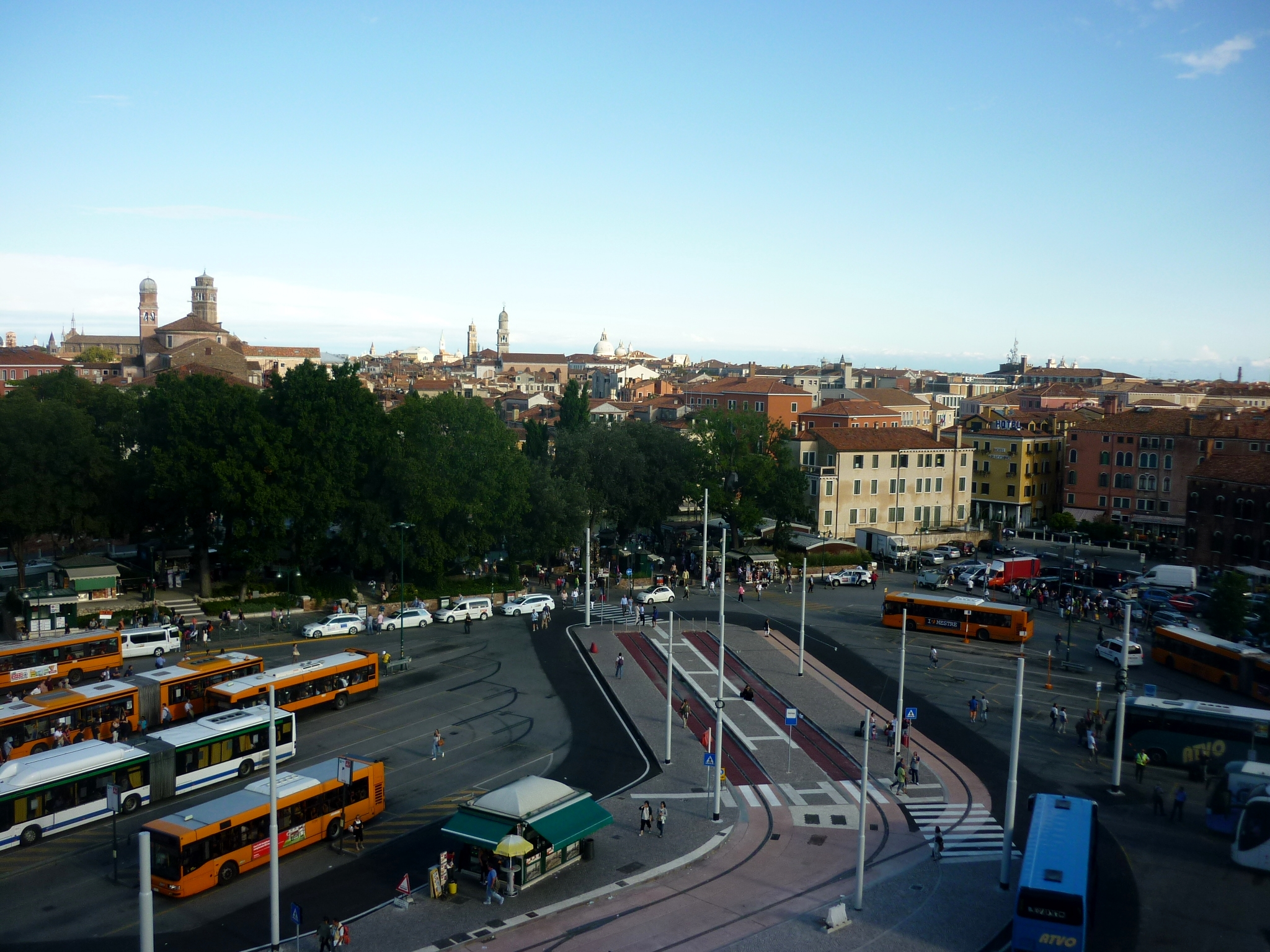
La terminal del tramvia

### Tramvia
Des del 16 de setembre de 2015, Piazzale Roma acull la terminal de la línia 1 de la xarxa de tramvies de Venècia.

### Transport de persones
La infraestructura de transport de persones comença a Piazzale Roma i permet arribar a Tronchetto en 3 minuts, passant per l'estació marítima.